# Xã Rapidan, Quận Blue Earth, Minnesota
Xã Rapidan (tiếng Anh: Rapidan Township) là một xã thuộc quận Blue Earth, tiểu bang Minnesota, Hoa Kỳ. Năm 2010, dân số của xã này là 1.101 người.